# فرودگاه سبدلل
فرودگاه سبدلل (به انگلیسی: Sabadell Airport) (به زبان بومی: Aeroport de Sabadell) یک فرودگاه همگانی است که یک باند فرود آسفالت دارد و طول باند آن ۱۰۵۰ متر است. این فرودگاه در شهر سابادل کشور اسپانیا قرار دارد و در ارتفاع ۱۴۸ متری از سطح دریا واقع شده است.